# Etienne Aigner
Étienne Aigner (8 de noviembre de 1904-5 de noviembre de 2000) fue el fundador de Etienne Aigner US y de Etienne Aigner AG, dos empresas actualmente independientes de diseño de moda, con sedes en Nueva York y en Múnich respectivamente. Ambas firmas producen artículos de lujo, incluyendo bolsos, zapatos, billeteros y accesorios de cuero.

## Historia

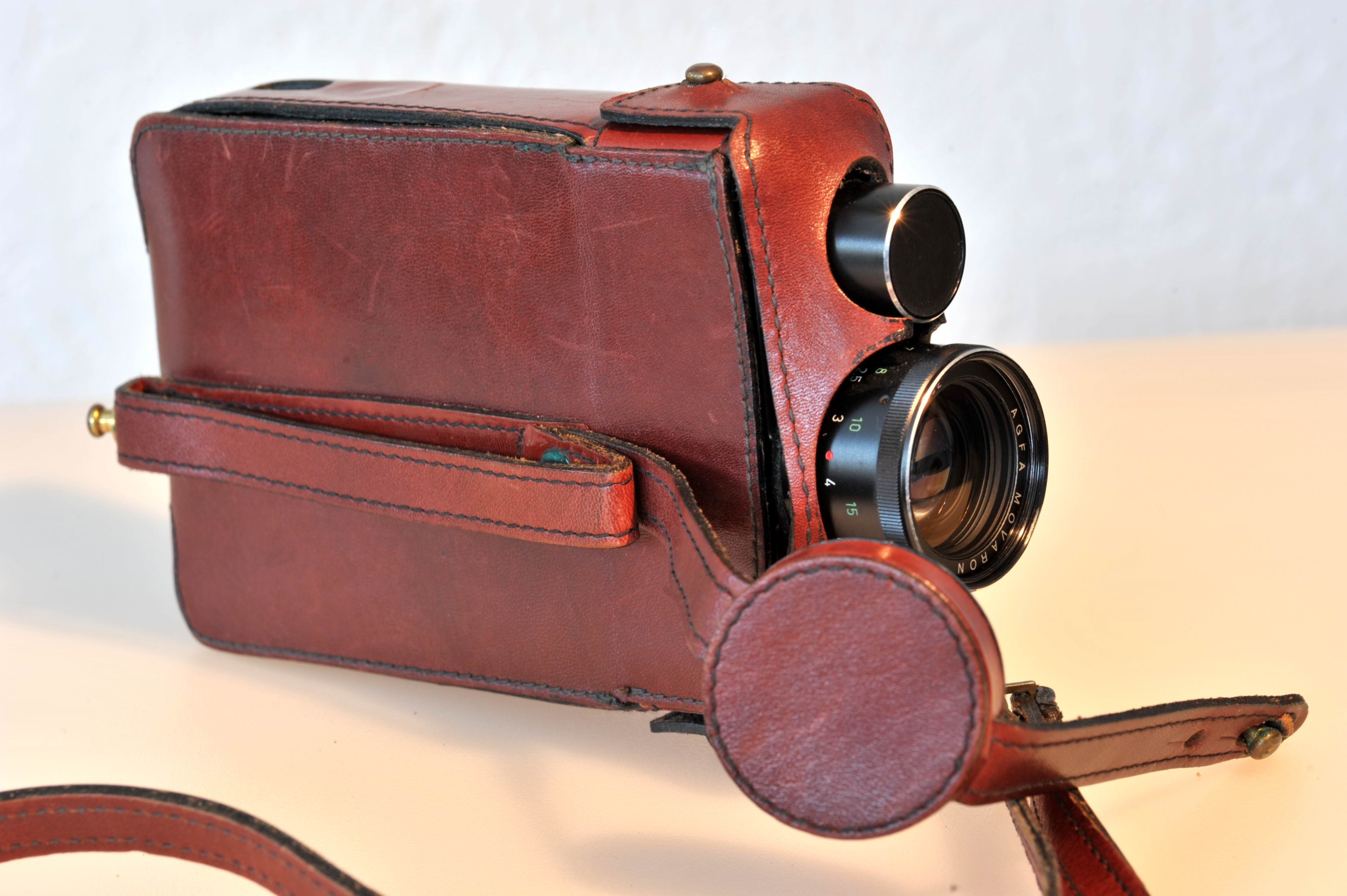
Cámara de cine Agfa, con una funda de cuero de la marca Aigner

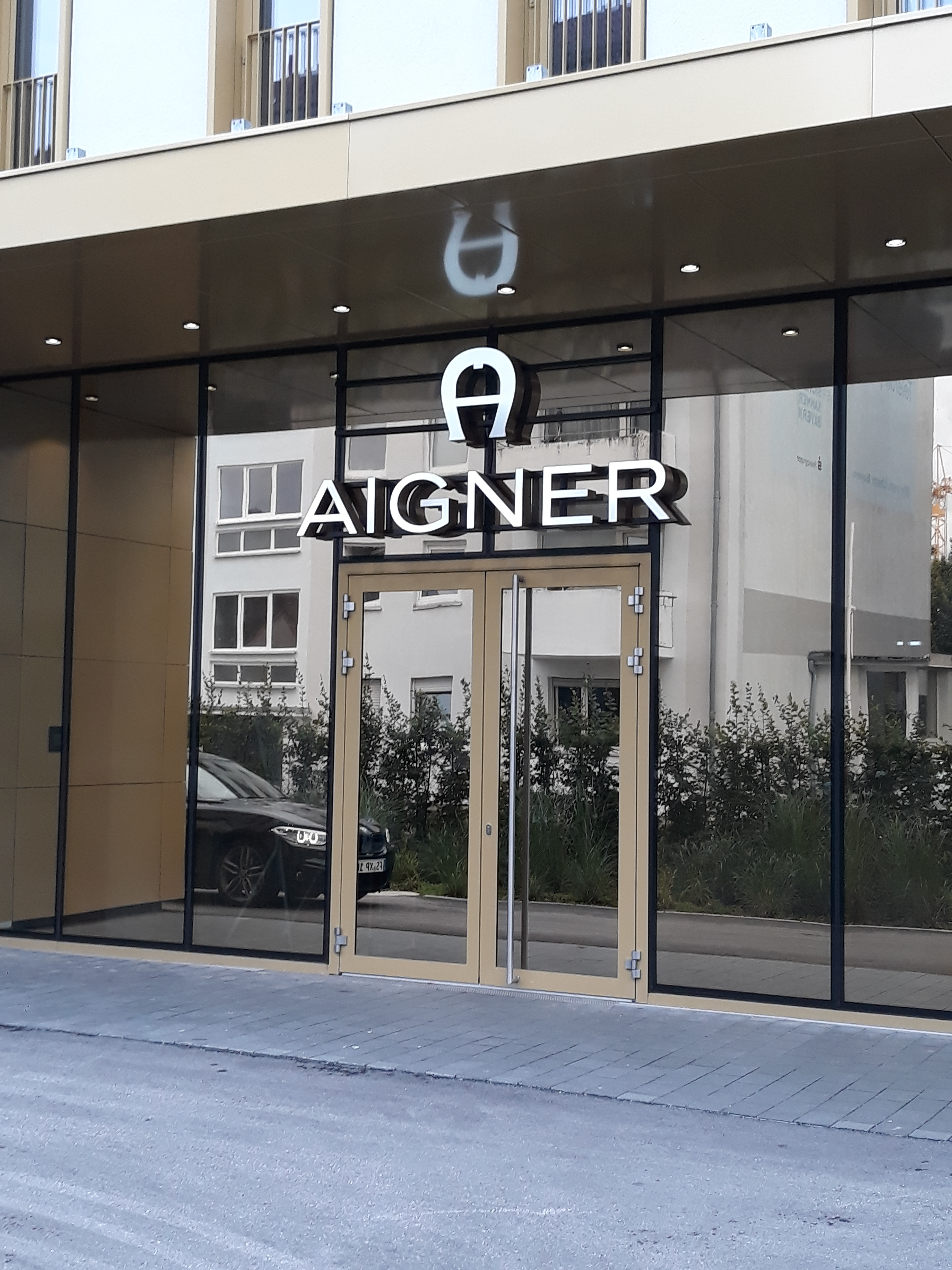
Sede de la compañía Aigner en Múnich, con el logotipo de la firma que representa una letra "A" con forma de herradura

Étienne (István) Aigner nació en Érsekújvár, Reino de Hungría, en 1904 (actualmente Nové Zámky, Eslovaquia). Inicialmente dedicado a la encuadernación, poco después de la Segunda Guerra Mundial comenzó la producción de artículos de cuero para las boutiques parisinas de varias marcas de alta costura, consolidándose como suministrador de bolsos y de cinturones para la élite de la moda europea. En 1950, tras un exitoso aprendizaje con los diseñadores Christian Dior y Cristóbal Balenciaga, llegó a Nueva York desde París con la intención de lanzar su marca en el floreciente mercado estadounidense. Su hermano mayor, Lucien, era periodista y fotógrafo.
En 1950, presentó su bolso de cuero Antic Red con bolsillo abierto y acabado angular (el Antic Red era el color distintivo de la marca). También perfeccionó el logotipo de su firma, a partir de un monograma con la "a" de Aigner transformada en herradura. Por fin, en 1959, abrió su primera sala de exposición en Manhattan, Nueva York.
Durante la década de 1980 amplió su gama de productos, otorgando licencias para relojes, joyería y gafas. En 1990, se otorgaron licencias para las colecciones de ropa femenina y masculina.
Aigner falleció en Nueva York el 5 de noviembre de 2000, a la edad de 95 años, tres días antes de cumplir 96 años.

## Participación en el mundo ecuestre
En 1974, Aigner inauguró el "Royal Ascot en Múnich": el Etienne Aigner Renntag (Día de la Carrera) de 1974.

## Patentes
Etienne Aigner obtuvo una serie de patentes para proteger sus productos, entre las que se pueden citar:
- Patente de la hebilla de Etienne Aigner: Patente estadounidense D218,007.[2]
- Patente del adorno para zapatos de Etienne Aigner: Patente estadounidense D211,847.[3]
- Patente del cierre del bolso de Etienne Aigner: Patente estadounidense D211,310.[4]
- Patente del cierre del bolso de Etienne Aigner: Patente estadounidense D214,156.[5]
- Patente de elemento variable de cadena de Etienne Aigner: Patente estadounidense D214,156.[6]